# フットワーク・FA16
フットワーク・FA16 (Footwork FA16) は、フットワークが1995年のF1世界選手権参戦用に開発し投入したフォーミュラカー。デザイナーはアラン・ジェンキンス。

## 概要

### 背景と開発
チームは1994年中からフォード・ゼテックRエンジン獲得を希望し奔走していたが、フォードはこのエンジンの独占供給先にザウバーを選んだため、アロウズは代替策としてプライベートビルダーであるハートのV8エンジンを搭載することになった。アラン・ジェンキンスは「このマシンを創るうえで一番大変だったのは'95年に向けて大幅に変更された新しい車両規定に対応することではなかった。我がチームにとっては、12月になって積むエンジンがハートV8になると知らされたことが最大の出来事だった。チームがゼテックRを乗せるために頑張っているのは知っていたし、実際に設計図面もゼテックRを乗せたマシンの設計をしていた。この変更には苦しめられたよ」と当時を証言している。しかし1995年シーズン中のハートエンジンの功績については「開発資金を提供できないことが理由で、我々のエンジンはF1で唯一のニューマチックバルブが無いエンジンとなってしまいました。でも、ブライアン（・ハート）は資金が出来た場合にはいつでも導入できるように準備してくれていたのです。それを使うことは叶いませんでしたが、ハートエンジンはコンパクトで軽量の、この予算で出来得る最高の性能を提供してくれた。我々がポイント獲得できたのはハートのおかげですよ。」と賞賛している。
ドライバーだった井上隆智穂も「僕が思うところよくできたクルマだったと思いますよ。でも、いかんせんエンジンは非力でした。「ハートエンジン？　それなんですか？」と聞いたくらいですもの。でも、それはほかのクルマに抜かれて行くときに、「こんな非力なエンジン……（汗）」と感じるだけで、それでも同じF1マシンなんだよなーと。当時、まだ僕はクルマのことをぜんぜん分かっていなかったけれど、シャシーデザイナーだったアラン・ジェンキンスはけっこう優秀だったのかなぁと思います」と、マシンの素性の良さを高く評価していた。
フロントサスペンションには前年も使用されたモノコイルスプリング+ツインダンパーが設置された。FA16の良さはセットアップが決まった時の軽快性で、ハートエンジンも中速コースにマッチングしていたことで、コース特性が似たタイプであるジル・ヴィルヌーヴ・サーキットとアデレード市街地コースでジャンニ・モルビデリが好成績を挙げた。
ドライバーはオリバーが高く評価しチーム2年目を迎えるジャンニ・モルビデリと、スポンサーを持ち込んだ井上隆智穂がドライブした。チームの資金不足のため、モルビデリはシーズン中盤第8戦からの7レースではスポンサーを持ち込んだ新人マックス・パピスと交代した。

### 1995年シーズン
チームを活気付けたのはジャンニ・モルビデリの活躍であった。モルビデリは第6戦のカナダGPで6位に入り1ポイントを獲得した。これ以上のポイント加算は無いものと考えられたが、最終戦オーストラリアGPではアロウズにとって'89年アメリカGP以来6年ぶりとなる3位表彰台を獲得し、FA16のポテンシャルを完全に引き出した。しかしそれが出来たのはモルビデリだけであり、井上隆智穂と、チーム資金難を補うためにモルビデリに代って起用されたF1ルーキー、マッシミリアーノ・パピスはFA16を使いこなせずに持て余し、アロウズのエンジニアの間にはモルビデリを走らせることが出来ないフラストレーションが募って行ったという。井上は、レースでの戦いそのものではない場面で取り上げられるばかりであった。

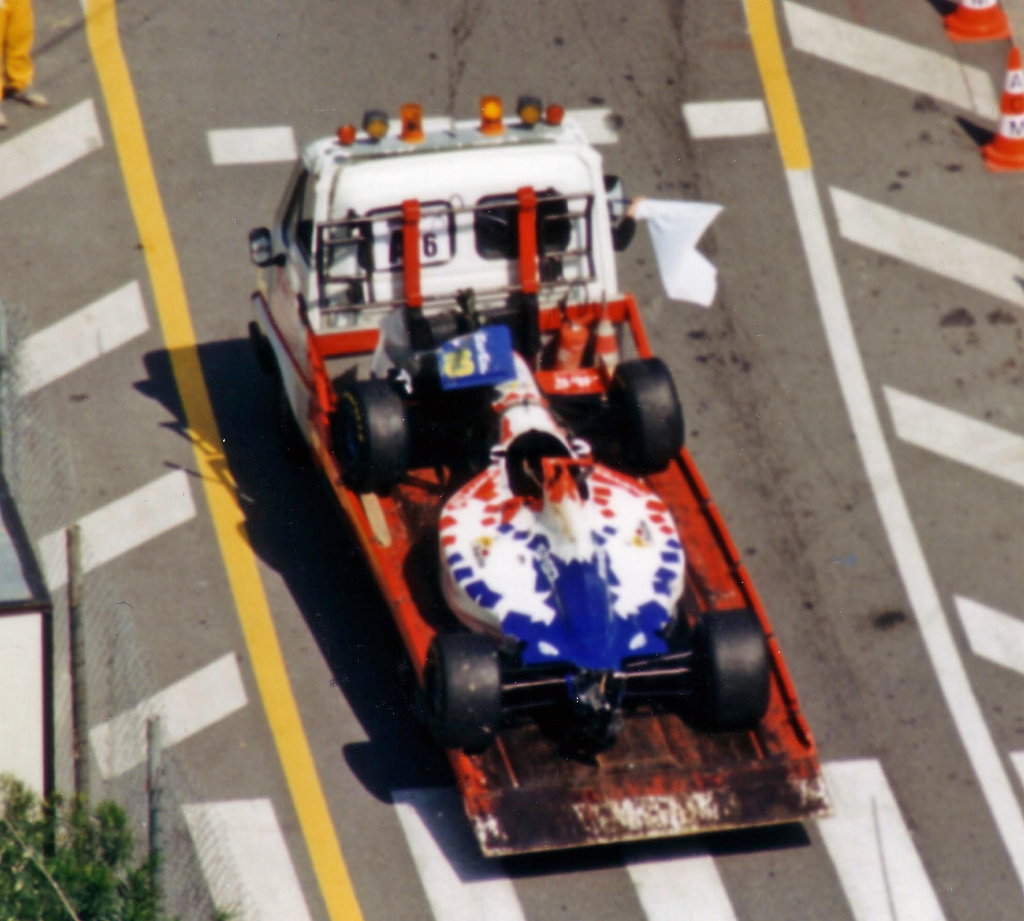
牽引される井上隆智穂のFA16、モナコGPで

井上はモナコとハンガリーで起きたオフィシャルカーとの2件のアクシデントで記憶される程度でしか印象を残せなかったが、それでも前年からのキャリアがある分、新人のパピスより予選タイムが良い場合もあった。モナコGPでの件は、プラクティス後にロープでマシンを牽引されてピットに戻る最中、オフィシャルカーに衝突されて横転するアクシデントに見舞われた。幸運にも彼はまだヘルメットを装着したままだったため怪我すること無く、決勝に参加することができた。
ハンガリーGPでは井上自身がレスキューカーに接触した。彼のFA16はエンジントラブルで停止し、消火器を持って火を消そうとした井上にコースカーがぶつかったのだった。このときも彼は大きな怪我をすることは無かった。
今宮純はシーズン総括で「開幕前、F1での井上の実力は未知数だったが、実際に開幕以後の走りを見ていると決してシートを得たのは金の力だけではなかったものの、F1レギュラーとしてまだ力が足りなかったようだ。」と記している。
チームはモルビデリの奮闘により5ポイントを獲得。これはティレルと同ポイントであったが、モルビデリが表彰台に上ったことで最高位でまさり、ティレルより上位となるコンストラクターズランキング8位でシーズンを終えた。

## F1における全成績
(key) （太字はポールポジション）
| 年     | チーム       | エンジン      | タイヤ | ドライバー           | 1   | 2   | 3   | 4   | 5   | 6   | 7   | 8   | 9   | 10  | 11  | 12  | 13  | 14  | 15  | 16  | 17  | ポイント | 順位 |
| ------ | ------------ | ------------- | ------ | -------------------- | --- | --- | --- | --- | --- | --- | --- | --- | --- | --- | --- | --- | --- | --- | --- | --- | --- | -------- | ---- |
| 1995年 | フットワーク | ハート 830 V8 | G      |                      | BRA | ARG | SMR | ESP | MON | CAN | FRA | GBR | GER | HUN | BEL | ITA | POR | EUR | PAC | JPN | AUS | 5        | 8位  |
| 1995年 | フットワーク | ハート 830 V8 | G      | ジャンニ・モルビデリ | Ret | Ret | 13  | 11  | 9   | 6   | 14  |     |     |     |     |     |     |     | Ret | Ret | 3   | 5        | 8位  |
| 1995年 | フットワーク | ハート 830 V8 | G      | マックス・パピス     |     |     |     |     |     |     |     | Ret | DNS | Ret | Ret | 7   | DNS | 12  |     |     |     | 5        | 8位  |
| 1995年 | フットワーク | ハート 830 V8 | G      | 井上隆智穂           | Ret | Ret | Ret | Ret | Ret | 9   | Ret | Ret | Ret | Ret | 12  | 8   | 15  | DNS | Ret | 12  | Ret | 5        | 8位  |

## 現在
その後は人手に渡りエンジンも積み替えられていたが、当時のドライバーである井上隆智穂に引き取られて現役当時の姿にレストアされている。

## 参照
- Henry, Alan (ed.) (1995). AUTOCOURSE 1995-96. Hazleton Publishing. pp. 60-61. ISBN 1-874557-36-5

1. ↑  Footwork FA16 Stats F1
2. 1 2   全12チームデザイナーインタビュー アラン・ジェンキンス・フットワーク  F1グランプリ特集 vol.79 1996年1月16日発行
3. ↑  “1995年の彼女と、ケタ違いに速かったライバルたち。タキ井上の記憶に残るF1マシン10選（2） | F1 | autosport web”. AUTO SPORT web (2022年8月13日). 2023年6月17日閲覧。
4. ↑  チェックアップ・ザ・ポテンシャル ARROWS  F1グランプリ特集 vol.79 45頁 1996年1月16日発行
5. ↑  今宮純の「'95年総括評価」 ARROWS  F1グランプリ特集 vol.79 　45頁 1996年1月16日発行